# ابغيلات (الدوامة)
ابغيلات هو دُوَّار يقع بجماعة واد الجمعة، إقليم تاونات، جهة فاس مكناس في المملكة المغربية. ينتمي الدوّار لمشيخة الدوامة التي تضم 13 دوار. يقدر عدد سكانه بـ 417 نسمة حسب الإحصاء الرسمي للسكان والسكنى لسنة 2004.

## روابط خارجية
- البوابة الوطنية للجماعات الترابية
- المندوبية السامية للتخطيط